# Delia ineptifrons
Delia ineptifrons este o specie de muște din genul Delia, familia Anthomyiidae. A fost descrisă pentru prima dată de Huckett în anul 1951. Conform Catalogue of Life specia Delia ineptifrons nu are subspecii cunoscute.